# Fisklösen (Vika socken, Dalarna)
Fisklösen är en sjö i Falu kommun i Dalarna och ingår i Dalälvens huvudavrinningsområde. Sjön har en area på 0,192 kvadratkilometer och ligger 194,2 meter över havet.
Den är belägen i skogen, 1,5–2 mil öster om staden, med sydänden mot Bergslagsbanan och Gringsboberget och nordänden mot grusvägen mellan Gringsbo och Ryggen, samt sänkan mellan Ringkällmyrberget och Skutberget. Sjön fylls på bl.a. av Kullbäcken från Gartjärnarna och avtappas av en bäck som rinner till Runn via Dammtjärnen och Karlslundstjärnen.

## Delavrinningsområde
Fisklösen ingår i delavrinningsområde (671920-150214) som SMHI kallar för Inloppet i Runn. Medelhöjden är 192 meter över havet och ytan är 19,29 kvadratkilometer. Det finns inga avrinningsområden uppströms utan avrinningsområdet är högsta punkten. Vattendraget som avvattnar avrinningsområdet har biflödesordning 3, vilket innebär att vattnet flödar genom totalt 3 vattendrag innan det når havet efter 218 kilometer. Avrinningsområdet består mestadels av skog (77 procent). Avrinningsområdet har 0,19 kvadratkilometer vattenytor vilket ger det en sjöprocent på 1 procent. Bebyggelsen i området täcker en yta av 0,37 kvadratkilometer eller 2 procent av avrinningsområdet.